# 15 jaar hits
15 Jaar hits is het verzamelalbum van de Volendamse zanger Jan Smit. Het bestaat uit 2 cd's en 1 dvd. Als voorloper op het album wordt op 30 september 2011 de single Hou je dan nog steeds van mij uitgebracht.

## Hitnoteringen

### NederlandseAlbum Top 100
| Hitnotering: 05-11-2011 t/m 17-11-2012 | Hitnotering: 05-11-2011 t/m 17-11-2012 | Hitnotering: 05-11-2011 t/m 17-11-2012 | Hitnotering: 05-11-2011 t/m 17-11-2012 | Hitnotering: 05-11-2011 t/m 17-11-2012 | Hitnotering: 05-11-2011 t/m 17-11-2012 | Hitnotering: 05-11-2011 t/m 17-11-2012 | Hitnotering: 05-11-2011 t/m 17-11-2012 | Hitnotering: 05-11-2011 t/m 17-11-2012 | Hitnotering: 05-11-2011 t/m 17-11-2012 | Hitnotering: 05-11-2011 t/m 17-11-2012 | Hitnotering: 05-11-2011 t/m 17-11-2012 | Hitnotering: 05-11-2011 t/m 17-11-2012 | Hitnotering: 05-11-2011 t/m 17-11-2012 | Hitnotering: 05-11-2011 t/m 17-11-2012 | Hitnotering: 05-11-2011 t/m 17-11-2012 | Hitnotering: 05-11-2011 t/m 17-11-2012 | Hitnotering: 05-11-2011 t/m 17-11-2012 | Hitnotering: 05-11-2011 t/m 17-11-2012 | Hitnotering: 05-11-2011 t/m 17-11-2012 |
| Week:                                  | 1                                      | 2                                      | 3                                      | 4                                      | 5                                      | 6                                      | 7                                      | 8                                      | 9                                      | 10                                     | 11                                     | 12                                     | 13                                     | 14                                     | 15                                     | 16                                     | 17                                     | 18                                     | 19                                     |
| -------------------------------------- | -------------------------------------- | -------------------------------------- | -------------------------------------- | -------------------------------------- | -------------------------------------- | -------------------------------------- | -------------------------------------- | -------------------------------------- | -------------------------------------- | -------------------------------------- | -------------------------------------- | -------------------------------------- | -------------------------------------- | -------------------------------------- | -------------------------------------- | -------------------------------------- | -------------------------------------- | -------------------------------------- | -------------------------------------- |
| Positie:                               | 3                                      | 6                                      | 10                                     | 14                                     | 15                                     | 29                                     | 30                                     | 32                                     | 31                                     | 29                                     | 21                                     | 24                                     | 28                                     | 35                                     | 39                                     | 32                                     | 36                                     | 31                                     | 50                                     |
| Week:                                  | 20                                     | 21                                     | 22                                     | 23                                     | 24                                     | 25                                     | 26                                     | 27                                     | 28                                     | 29                                     | 30                                     | 31                                     | 32                                     | 33                                     | 34                                     | 35                                     | 36                                     | 37                                     | 38                                     |
| Positie:                               | 48                                     | 54                                     | 30                                     | 47                                     | 53                                     | 52                                     | 56                                     | 57                                     | 52                                     | 44                                     | 61                                     | 63                                     | 62                                     | 76                                     | 65                                     | 74                                     | 85                                     | 67                                     | 72                                     |
| Week:                                  | 39                                     | 40                                     | 41                                     | 42                                     | 43                                     | 44                                     | 45                                     | 46                                     | 47                                     | 48                                     | 49                                     | 50                                     | 51                                     | 52                                     | 53                                     | 54                                     | 55                                     |                                        |                                        |
| Positie:                               | 53                                     | 61                                     | 61                                     | 36                                     | 45                                     | 55                                     | 53                                     | 66                                     | 71                                     | 61                                     | 67                                     | 73                                     | 88                                     | 61                                     | 74                                     | 83                                     | 79                                     | uit                                    |                                        |

### VlaamseUltratop 200Albums
| Hitnotering: 05-11-2011 t/m | Hitnotering: 05-11-2011 t/m | Hitnotering: 05-11-2011 t/m | Hitnotering: 05-11-2011 t/m | Hitnotering: 05-11-2011 t/m | Hitnotering: 05-11-2011 t/m | Hitnotering: 05-11-2011 t/m | Hitnotering: 05-11-2011 t/m | Hitnotering: 05-11-2011 t/m | Hitnotering: 05-11-2011 t/m | Hitnotering: 05-11-2011 t/m | Hitnotering: 05-11-2011 t/m | Hitnotering: 05-11-2011 t/m | Hitnotering: 05-11-2011 t/m | Hitnotering: 05-11-2011 t/m | Hitnotering: 05-11-2011 t/m | Hitnotering: 05-11-2011 t/m | Hitnotering: 05-11-2011 t/m | Hitnotering: 05-11-2011 t/m | Hitnotering: 05-11-2011 t/m | Hitnotering: 05-11-2011 t/m |
| Week:                       | 1                           | 2                           | 3                           | 4                           | 5                           | 6                           | 7                           | 8                           | 9                           | 10                          | 11                          | 12                          | 13                          | 14                          | 15                          | 16                          | 17                          | 18                          | 19                          | 20                          |
| --------------------------- | --------------------------- | --------------------------- | --------------------------- | --------------------------- | --------------------------- | --------------------------- | --------------------------- | --------------------------- | --------------------------- | --------------------------- | --------------------------- | --------------------------- | --------------------------- | --------------------------- | --------------------------- | --------------------------- | --------------------------- | --------------------------- | --------------------------- | --------------------------- |
| Positie:                    | 7                           | 18                          | 15                          | 14                          | 11                          | 9                           | 11                          | 19                          | 25                          | 14                          | 15                          | 14                          | 22                          | 17                          | 17                          | 27                          | 40                          | 52                          | 49                          | 65                          |
| Week:                       | 21                          | 22                          | 23                          | 24                          | 25                          | 26                          | 27                          | 28                          | 29                          | 30                          | 31                          | 32                          | 33                          | 34                          | 35                          | 36                          | 37                          | 38                          | 39                          | 40                          |
| Positie:                    | 58                          | 60                          | 73                          | 68                          | 71                          | 90                          | 74                          | 100                         | 65                          | 78                          | 104                         | 97                          | 68                          | 79                          | 98                          | 96                          | 97                          | 91                          | 54                          | 64                          |
| Week:                       | 41                          | 42                          | 43                          | 44                          | 45                          | 46                          | 47                          | 48                          | 49                          | 50                          | 51                          | 52                          | 53                          | 54                          | 55                          | 56                          | 57                          | 58                          | 59                          | 60                          |
| Positie:                    | 67                          | 54                          | 42                          | 58                          | 48                          | 66                          | 67                          | 74                          | 82                          | 96                          | 16                          | 110                         | 102                         | 93                          | 155                         | 139                         | 154                         | 155                         |                             |                             |